# 石金
石金（1486年—？），字南仲，號蓮峰，湖廣黃州府蘄州黃梅縣人，軍籍，明朝政治人物。

## 生平
弘治十七年（1504年）甲子科湖廣鄉試第六十七名舉人。正德六年（1511年）中式辛未科會試第二百五十三名，登第三甲第一百三十二名進士。授行人，十年八月担任四川道御史。嘉靖初年巡按江西，五年巡按广西，岑猛余党复起叛乱，任监军兼纪功，与提督两广都御史姚镆不和。与王守仁平定土司岑猛余党卢苏、王受。还京后，正值张璁、桂萼柄政，言官御史储良才等人争向趋附，石金独侃侃而言，不阿附，于是有名。因论及皇嗣，触怒皇帝，斥为奸臣，下锦衣卫狱，谪戍宣府。赦还后，不复出仕，不久去世。隆庆初，赠光禄少卿。

## 家族
曾祖石竭；祖父石順；父石迪，母管氏。重庆下。